# Waterworld (jeu vidéo, 1995)
Pour les articles homonymes, voir Waterworld (homonymie).
Pour le jeu vidéo de 1997, voir Waterworld (jeu vidéo, 1997).
Waterworld est un jeu vidéo d'action basé sur le film Waterworld, édité par Ocean Software en 1995 sur Game Boy et Super Nintendo en Europe, et sur Virtual Boy aux États-Unis.

## Système de jeu
Uniquement sortit en Europe en 1995, la version SNES de Waterworld, éditée par Ocean Software et développée par DMA Design, possède 3 systèmes de jeu :
- Le trimaran où on doit tirer sur des Smokers avec une physique d'auto-tamponneuse, en vue du dessus
- La nage de fond où on doit récupérer des objets pour les échanger contre de l'équipement pour le trimaran, en vue de coté
- Le plateforming où on peut attaquer les ennemis à pied, en vue de coté

## À noter
Waterworld est l'un des trois jeux Virtual Boy qui ne sont sortis qu'aux États-Unis, avec 3D Tetris et Nester's Funky Bowling.
La musique de la version SNES a été composée par Dean Evans